# إذاعة إي أف أم
إذاعة إي أف أم، هي إذاعةتونسية خاصة جامعة ذات توجّه هزلي انطلقت في البث في 4 نوفمبر 2011.
اسم «إي أف أم» هو اختصار ل«ابتسامة أف أم». يقدم فيها الممثل محمد السياري برنامج قصص الجرائم الحقيقية «نهج التريبونال» ويقدم محمد حسين فنطر برنامج «تونس 3000 سنة حضارة». ويقدم حمزة البلومي البرنامج اليومي «واضح وصريح». قدم رفيق بوشناق برنامج «راف ماغ».

## مقالات ذات صلة
- قائمة إذاعات الراديو التونسية

## وصلات خارجية
- الموقع الرسمي